# Karl von Blumenthal
Pour les autres membres de la famille, voir Famille von Blumenthal.
Karl Eduard Louis von Blumenthal (né le 1er août 1811 à Gartz et mort le 25 mai 1903 à Potsdam) est un général de division prussien.

## Biographie

### Origine
Louis est le fils de Ludwig Albrecht von Blumenthal (1774-1813) et de son épouse Friderike Charlotte Dorothea, née von Below (de) (1783-1853). Son père est capitaine dans le 2e régiment de dragons (pl). Le maréchal prussien Leonhard von Blumenthal (1810-1900) est son frère aîné.

### Carrière militaire
Blumenthal fait ses études dans les maisons des cadets de Culm et de Berlin. Le 29 juillet 1829, il est affecté comme sous-lieutenant au régiment d'infanterie de réserve de la Garde (plus tard le régiment de fusiliers de la garde) de l'armée prussienne. Il étudie à l'École générale de guerre entre octobre 1832 et juillet 1835. En 1843/46, il est affecté au bureau topographique, devient premier lieutenant et en juin 1849 il rejoint le département scolaire du bataillon d'infanterie enseignant. Un an plus tard, il est promu capitaine et nommé commandant de compagnie. En tant que major, il commandae ensuite le 2e bataillon du 17e régiment de Landwehr à Düsseldorf à partir du 23 mai 1857. Dans le cadre de la guerre de Sardaigne, le régiment se mobilise en 1859 et forme l'année suivante le noyau du 57e régiment d'infanterie nouvellement créé. Blumenthal commande le 2e bataillon à Neuss et promu lieutenant-colonel le 18 octobre 1861. Le 9 janvier 1864, il est nommé commandant du 52e régiment d'infanterie (pl) à Posen et promu Blumenthal au grade de colonel le 25 juin 1864.
À ce titre, il dirige son régiment en 1866 pendant la guerre contre l'Autriche lors des batailles de Nachod, Skalitz, Schweinschädel et Sadowa. Ses réalisations sont reconnues par l'attribution de l'ordre de la Couronne de 2e classe honorée avec épées. Le 21 juillet 1867, Blumenthal est relevé de son commandement, brièvement transféré aux officiers de l'armée et le 10 août 1867, prenant le poste à la suite de son précédent régiment, il devient commandant de la 26e brigade d'infanterie (de) à Münster. À ce poste, le 22 mars 1868, Blumenthal est promu major général et le 13 juin 1869, Blumenthal reçoit une pension légale et l'ordre de l'Aigle rouge de 2e classe avec feuilles de chêne.

### Famille
Blumenthal se marie avec Auguste Luise Sylvia Stimmereich von Burgsdorff (de) (1819-1900) à Potsdam le 14 août 1849. Elle est la fille du chef forestier Karl Wilhelm von Burgsdorff. Le mariage donne naissance aux fils suivants :
- Karl Ludwig Georg (1850-1871), sous-lieutenant dans le 8e régiment de grenadiers du Corps
- Wilhelm Heinrich Kurt (1851-1870), sous-lieutenant du 94e régiment d'infanterie
- Matthias Hans Ludwig (né le 30 mars 1855 et mort le 7 mai 1945), lieutenant-général, commandant du 13e régiment de hussards marié en 1883 avec Lillian Mary Luise Steinway-Oakes (née le 26 décembre 1862 à New York et morte le 4 octobre 1904), fille de Hennry Steinway Jr. (1831-1865), fils de Heinrich Steinweg[8]